# 拉斯瓦鄉

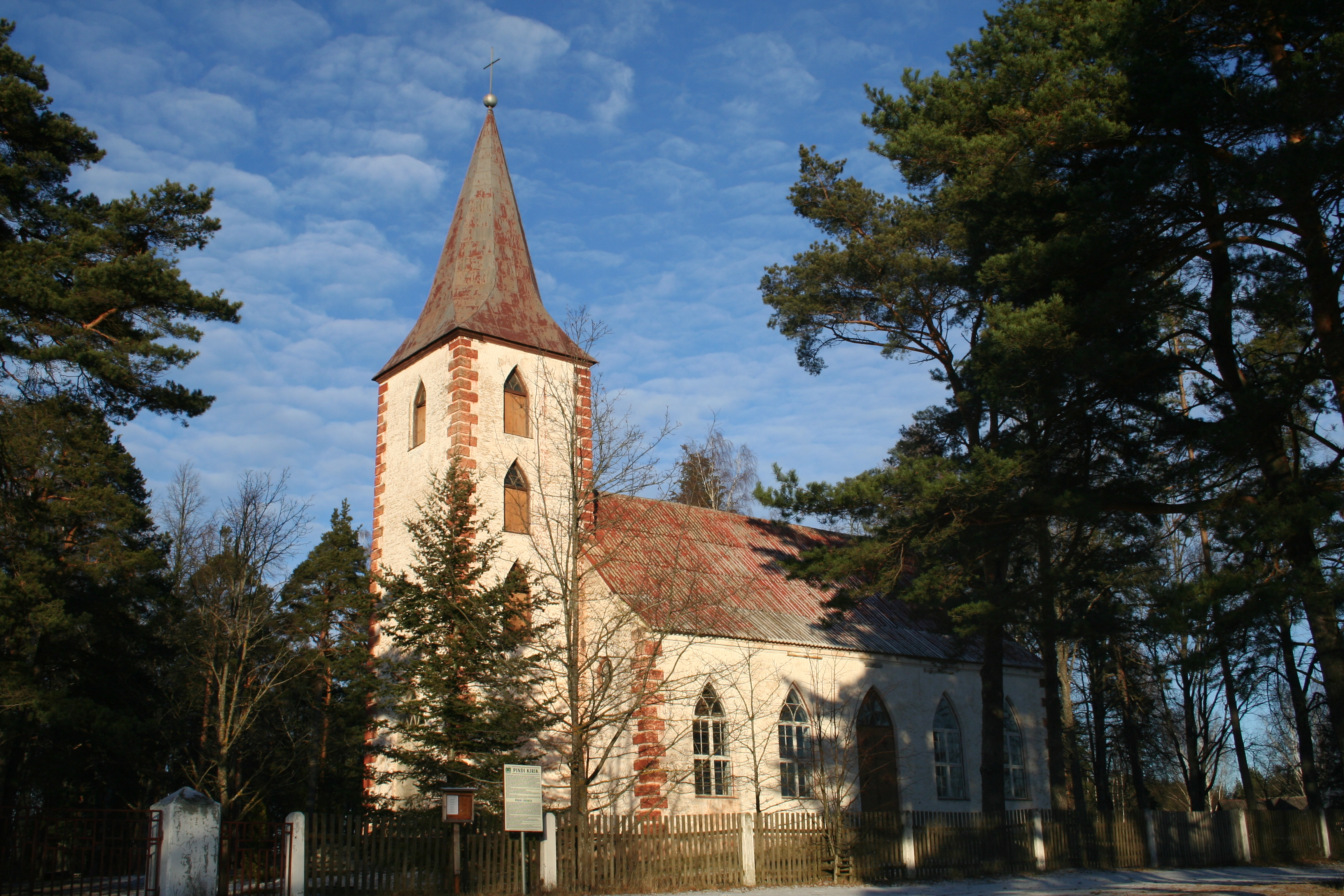
平迪教堂

拉斯瓦鄉，曾是愛沙尼亞沃魯縣的一個鄉村型市镇，位於該國東南部，行政中心設於拉斯瓦，面積172平方公里，2006年人口1,773，人口密度每平方公里10人。
2017年爱沙尼亚行政改革后，拉斯瓦市镇与其他市镇一起合并为新的沃魯市鎮。
57°51′49″N 27°10′39″E / 57.86361°N 27.17750°E